# Muzej Staro selo Kumrovec
Muzej „Staro selo“ Kumrovec prvi je i najpoznatiji hrvatski etno muzej na otvorenom koji otkriva svu ljupkost arhitekture Hrvatskog zagorja s kraja 19. i početka 20. stoljeća.
U blizini je državne granice sa Slovenijom kod rijeke Sutle. Pripada sastavu Muzeja Hrvatskog zagorja.
Uređen je kao etnografski muzej na otvorenom s očuvanim izvornim seoskim kućama iz 19. i 20. stoljeća, s primjercima narodnog graditeljstva zagorskog kraja.
Skrb za "Staro selo" počelo je postavljanjem spomenika ispred rodne kuće Josipa Broza Tita 1948. godine. Naknadno je uređeno na površini od 12.640 m² s 25 stambenih, 9 gospodarskih i 8 pratećih građevina.

## O muzeju
Hiže zidanke i hiže mazanke, čine jezgru kumrovečkog "Starog sela", a okolne gospodarske zgrade i štale svjedoče o napornoj svakodnevnici zagorskih seljaka i težaka. Muzej je nastao oko rodne kuće Josipa Broza Tita, te stalnim muzejskim postavima posjetitelje podsjeća na obrte i običaje Hrvatskog zagorja iz vremena Titovog djetinjstva. Današnje generacije posjetitelja ovdje mogu razgledati alatke lončara, kovača, tkalje, kolara i bačvara, poigrati se djećjim drvenim igračkama ili se prisjetiti priča svojih djedova i baka o tome kako se nekada živjelo. Šećući kroz prostor Muzeja „Staro selo“ Kumrovec spajaju se znanja etnologa i autora stalnih izložbenih postava s individualnim iskustvima iz života posjetitelja i stapaju u nezaboravan doživljaj i poticaj za ponovni dolazak u Kumrovec. 
Muzej „Staro selo“ Kumrovec nudi posjetiteljima raznolike programe poput tematskih prezentacijama i interaktivnih radionica u kojima sami mogu izraditi tradicijski predmet i ponijeti ga kao svoj suvenir. Zahvaljujući dobroj suradnji Muzeja s majstorima tradicijskih obrta, posjetitelji „Starog sela“ mogu zamijesiti grudu gline te uz pomoć lončara izraditi zemljanu posudu, dok u rukama majstora, kovača, uz vatru iz ložišta, nastaju predmeti raznih oblika. Osim razgleda izložbe Zagorska svadba, tu je i istoimeno događanje koje okuplja brojne ljubitelje tradicije. 
Prilikom posjeta Muzeju „Staro selo“ Kumrovec posjetitelji se mogu okušati u izradi cvjetnih buketića i ukrasa uz pomoć vještih demonstratora u radionici Bakine papirnate rožice ili saznati kako se izrađuje nadaleko poznato licitarsko srce.  Na samom rubu kumrovečkog sela, majstori izrađuju dječje drvene igračke, danas tradicijske drvene igračke, kao i licitare, ponosno se prezentira kao baštinu upisanu na UNESCO-ovu Reprezentativnu listu nematerijalne baštine čovječanstva. 
U Muzeju djeluje i Centar za tradicijske obrte realiziran uz pomoć pretpristupnih fondova Europske unije okviru projekta CRAFTATTRACT www.craftattract.com[neaktivna poveznica] (www.craftattract.com) koji se sada kao primjer dobre prakse implementira u području JI Europe.
Šetnja kroz Muzej „Staro selo“ Kumrovec čarolija je otkrivanja tradicije i očuvane baštine.  Od prvih vjesnika proljeća do hladnih zimskih dana na prostoru Muzeja „Staro selo“ Kumrovec posjetitelji mogu upoznati običaje sutlanskog kraja i sudjelovati u aktivnostima koje priprema muzej. U siječnju to su ophodi Trikralskih zvezdara, a u veljači fašnik. U proljeće to su ophodi Zelenog Jure, a u svibnju u Kumrovcu se priređuju događanja vezana uz Josipa Broza Tita, najpoznatijeg kumrovčaka, čija rodna kuća stoji u sredini sela i nudi upoznavanje s Titovim djetinjstvom. Odmoriti se može u hladu stare brajde kada zapeku ljetne zrake sunca, a u jesen uživati u mirisu zrelog voća. Posjetitelji mogu otkriti ljepotu i raskoš kumrovečkih godišnjih doba, upoznati svadbene običaje sudjelujući u Zagorskoj svadbi, naučiti ispeći kruščiće i peciva u krušnoj peći u radionici "A kaj to diši?", a oko Božića je pravo vrijeme za izradu starinskog nakita kojim će ukrasiti svoje drvce i udahnuti svom domu dašak tradicije.
Kumrovec se smjestio u sutlanskoj dolini, uz stari seoski put, kao jedno od selišta nekad jakog vlastelinstva grofova Celjskih i Erdödy. Polako je naseljavan u smjeru malog središta poznatog po tradicijskoj arhitekturi, čija se ruralna jezgra očuvala unutar muzeja na otvorenom, poznatog pod nazivom „Staro selo“. Muzej „Staro selo“ etnografski je muzej in situ, znamenit po objektima tradicijske arhitekture, u kojima su postavljene etnografske izložbe. Na površini od 12.640 m2 restaurirano je ili rekonstruirano 25 stambenih, 9 gospodarskih i 8 pratećih objekata (2 spremišta za kukuruz, 2 svinjca i 4 bunara). Prilikom osnivanja, jezgra muzeja bila je rodna kuća Josipa Broza Tita. U sklopu Muzeja, iako dislocirani od same jezgre Staroga sela Kumrovec, nalaze se stari mlin smješten na potoku Škrniku te zgrada stare škole. Iznad sela Kumrovec, odvojena posebnim prilazom visokom živicom, smještena je Titova rezidencija s velikim perivojem i ostatci crkve sv. Roka.

## Zaštita
Pod oznakom Z-5301 zavedena je kao nepokretno kulturno dobro - pojedinačno, pravna statusa zaštićena kulturnog dobra, klasificirano kao "profana graditeljska baština".

## Vanjske poveznice
- Muzej "Staro selo" Kumrovec